# Kaczyka

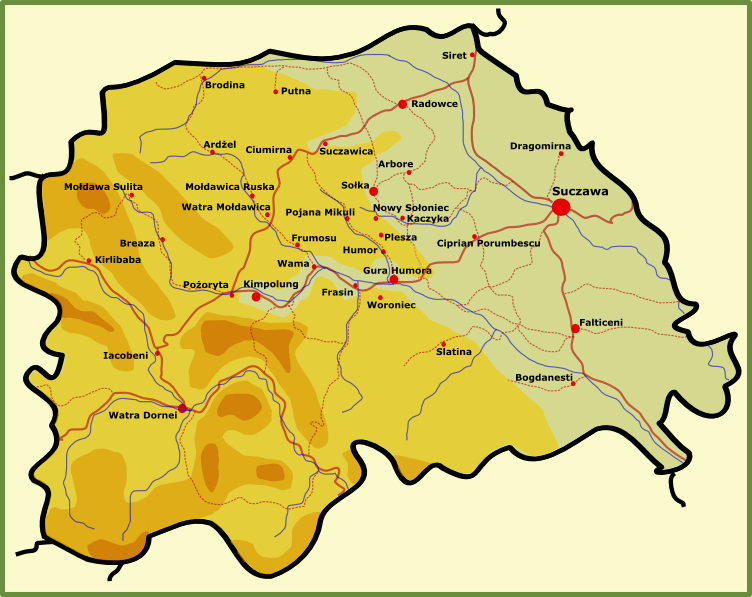
Bukowina południowa

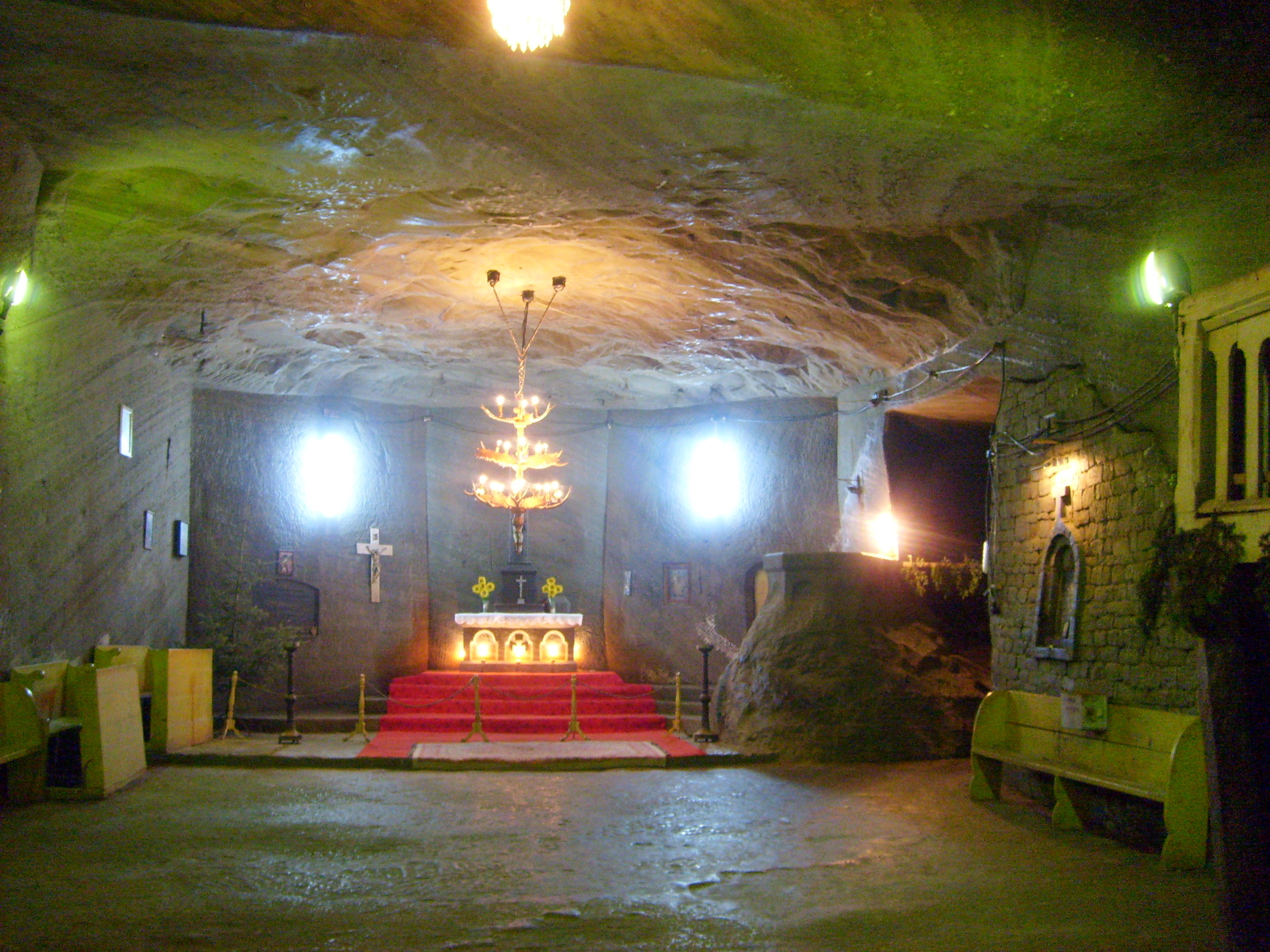
Kaplica w kopalni soli

Kaczyka (rum. Cacica) – wieś w Rumunii, w okręgu Suczawa, w gminie Kaczyka. W 2011 roku liczyła 1110 mieszkańców. Jest miejscem lokacji dużej, czynnej kopalni soli.

## Historia
Początki Kaczyki sięgają końca XVII wieku, jednak dopiero w 1782 roku cesarz Józef II wydał rozkaz poszukiwania soli kamiennej na Bukowinie. Przy słonych źródłach powstały wówczas małe warzelnie soli w kilku miejscach – między innymi w dolinie zwanej Kaczyka. Najczystszą sól kamienną odkryto w tym miejscu ponoć już w 1785 roku, na głębokości 28,5 m. W 1791 roku ruszyła kopalnia soli. Pomału likwidowano inne pomniejsze warzelnie. Ostatnią, w Pleszy, zamknięto w 1803 roku. Od tej pory Kaczyka zaspokajała zapotrzebowanie na sól całej Bukowiny.
Z początku stanowiska kierownicze zostały powierzone Austriakom lub Niemcom. Jednak już w 1785 roku władze austriackie skierowały do pracy przy warzeniu soli kilka rodzin ruskich, a w 1792 roku sprowadzono do pracy w kopalni 20 rodzin górniczych z Bochni, nadając im wolne od czynszu grunty pod osadnictwo. W 1810 roku kopalnia posiadała już trzy szyby. Trzy poziomy kopalniane znajdowały się na głębokości 30,5 m, 40 m i 76 m. Rozwój kopalni soli wpłynął na powstanie osady i budowę drogi łączącą Kaczykę z Suczawą – a stąd z całą resztą miast bukowińskich. Okolica Kaczyk została wciągnięta w przemysł solny. Wsie Kaczyka, Sołoniec, Pertestie, Ludihumora, Komanestie i Ballaczana dostarczały materiałów budowlanych do kopalni. Zarząd dominialny dostarczał drewna opałowego dla potrzeb warzelnictwa. Salina posiadała własne sądownictwo. Administracyjnie podlegała lwowskiej Dyrekcji Solnictwa. Ten związek z Galicją wpłynął szybko na wzrost liczby Polaków zatrudnionych w kopalni, w tym na stanowiskach kierowniczych. Wysoki procent Polaków utrzymał się aż do czasów międzywojennych i okresu repatriacji.
Ormiańskie imię Kaczyko pojawia się w zapiskach sądowych Lwowa z roku 1444. Osadę założyli ruscy warzelnicy na całkowicie zalesionym bezludziu. Po sprowadzeniu górników i rozbudowie kopalni, osada stała się w 1818 roku odrębną gminą. Od początków XIX wieku kopalnia posiadała swoją szkołę, w której uczyli nauczyciele znający trzy języki pracowników kopalni, mianowicie niemiecki, rumuński i polski. Na przełomie XIX i XX wieków językiem wykładowym stał się także ukraiński. W 1810 roku poświęcono pierwszy kościółek, od początku ksiądz był utrzymywany przez kopalnię. Parafia w Kaczyce została założona w połowie XIX wieku. W 1904 roku zbudowano nowy, duży kościół – Wniebowzięcia Najświętszej Marii Panny. Autorem projektu był znany krakowsko-lwowski architekt Teodor Talowski. Wewnątrz znajdują się ołtarz i ambona w stylu neogotyckim. Księżmi katolickimi w Kaczyce byli na ogół Polacy – aktualnie są to franciszkanie z Włoch. Oprócz kościoła rzymskokatolickiego istnieje w Kaczyce cerkiew prawosławna i unicka.
Przed II wojną światową w Kaczyce mieszkało ok. 600 Polaków i ok. 300 Niemców. Oprócz nich byli tu Ukraińcy, Rumuni a także Węgrzy. Polacy wracali tu masowo podczas II wojny światowej. Dużo Polaków opuściło Kaczykę w 1940 roku. Wówczas Niemcy wywozili Niemców przymusowo na Śląsk. W 1946–1947 roku w ramach repatriacji sporo Polaków wróciło do Polski. Dzisiejsze rodziny są w dużym stopniu mieszane.
Istotnym śladem polskości pozostaje jednak kopalnia, w której pracowało wiele pokoleń polskich górników. Są oni autorami, na wzór polskich kopalni soli, podziemnych obiektów wspólnotowego użytku: kaplicy, sali zabaw, sztucznego jeziorka. Tę część kopalni można dziś zwiedzać za niewielką opłatą. Naprzeciw głównego wejścia do kopalni, obok kościoła, stoi drewniany dom. Jest to były Dom Polski, zbudowany wysiłkiem całej wsi, który podczas rządów komunistycznych przekazany został parafii katolickiej, by państwo nie odebrało go Polakom. Po upadku Ceaușescu, parafia nie zgodziła się go zwrócić wspólnocie polskiej. Tak to przedstawiają miejscowi, którzy podkreślają, że cała wspólnota Kaczyk pracowała przy budowie tego domu. Nowy Dom Polski stoi za pocztą, na północ od głównej ulicy, kilkaset metrów w dół od głównej bramy do kopalni i kościoła.

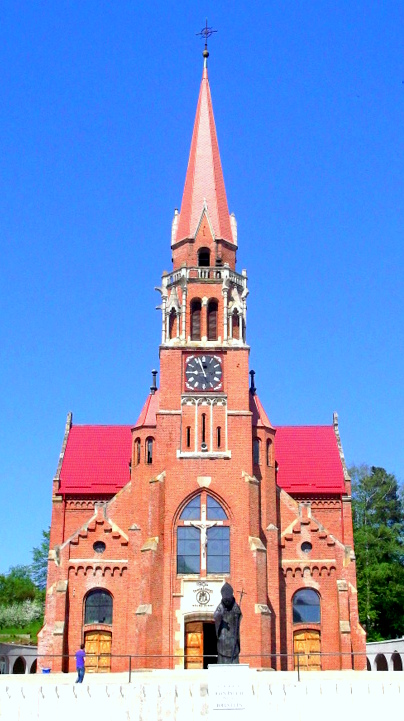
Bazylika Wniebowzięcia NMP

Kościół w Kaczyce pod wezwaniem Wniebowzięcia NMP, został zaprojektowany przez Teodora Talowskiego. Za kościołem znajduje się replika groty z Lourdes, powiązana z „wymodleniem rewolucji w Timișoarze” i – w związku z tym – z zachowaniem trzech polskich wiosek przeznaczonych przez Ceaușescu do likwidacji. Kościół w Kaczyce jest aktualnie głównym miejscem pielgrzymek katolickich w Rumunii. Tłumy przybywają tu na 14 sierpnia. Wiąże się to z posiadaniem kopii  ikony Matki Bożej z Częstochowy.
Klimat Kaczyki jest łagodniejszy niż w pozostałej części Bukowiny. Wiąże się to z położeniem w specyficznej rozległej dolinie osłoniętej niemal ze wszystkich stron pasmami gór.
Poniżej osady znajduje się stacja kolejowa z połączeniami do m.in. Suczawy, Gura Humorului, Kimpulunga Mołdawskiego.

## Linki zewnętrzne

Dzisiejszy okręg Suczawa, z zaznaczoną Bukowiną południową